# Ben Turgeman
Ben Turgeman (in ebraico בן תורג'מן‎?; Nazareth Illit, 9 gennaio 1989) è un ex calciatore israeliano, di ruolo difensore.

## Palmarès

### Competizioni nazionali
- Campionato israeliano: 2

Hapoel Be'er Sheva: 2015-2016, 2016-2017
- Supercoppa d'Israele: 1

Hapoel Be'er Sheva: 2016
- Coppa Toto Al: 1

Hapoel Be'er Sheva: 2016-2017